# This is GRAVITATION Vol.1
「This is GRAVITATION Vol.1」（ディス イズ グラビテーション ボリューム1）は、2015年2月11日にリリースされたコタニキンヤ.の3枚目のシングル（BAD LUCK、コタニキンヤ、キンヤ名義でリリースされた作品を含めると通算14枚目）。発売元はDarwin Record。

## 概要
前作「ソラ、カゼ」より3年ぶりのシングル。アニメ「グラビテーション」で使用された楽曲のカバーシングル第1弾。オリコン週間シングルチャートでは144位、同インディーズチャートでは11位を記録。累計売上は330枚。
OVA「グラビテーション」OPテーマ「Blind Game again」、同挿入歌「Spicy Marmalade」のセルフカバーのほか、Icemanの「Shining Collection」（同挿入歌）、The Seekerの「Sleepless beauty」（テレビアニメ「グラビテーション」挿入歌）をカバー。ジャケットは原作者の村上真紀による書き下ろし。
スーパーバイザーとして浅倉大介が監修を手掛け、アレンジは岡ナオキ、Tomo.が担当。レコーディングにはギターに平井武士、コーラスに川村ゆみ、巧（MC-K2 FACTORY）が参加している。

## 収録曲
1. Blind Game again
  - 作詞・作曲：Mad Soldiers　編曲：岡ナオキ
2. Sleepless beauty
  - 作詞：井上秋緒　作曲：浅倉大介　編曲：Tomo.
3. Shining Collection
  - 作詞：Iceman　作曲：浅倉大介　編曲：Tomo.
4. Spicy Marmalade
  - 作詞・作曲：Mad Soldiers　編曲：岡ナオキ